# مجلس تحرير الجبل الأسود وبوكا
مجلس الدولة المناهض للفاشية للتحرير الوطني للجبل الأسود وبوكا (صربو-كرواتية: Zemaljsko antifašističko vijeće narodnog oslobođenja Crne Gore i Boke, ZAVNOCGB, Земаљскo aнтифашистичко виjеће народног ослобођења Црнe Горe и Бокe, ЗABHOЦГиБ) أو كاسنو اختصارا، تشكل باعتباره أعلى مؤسسة حاكمة لحركة المقاومة المناهضة للفاشية في الجبل الأسود، في مملكة يوغوسلافيا السابقة.

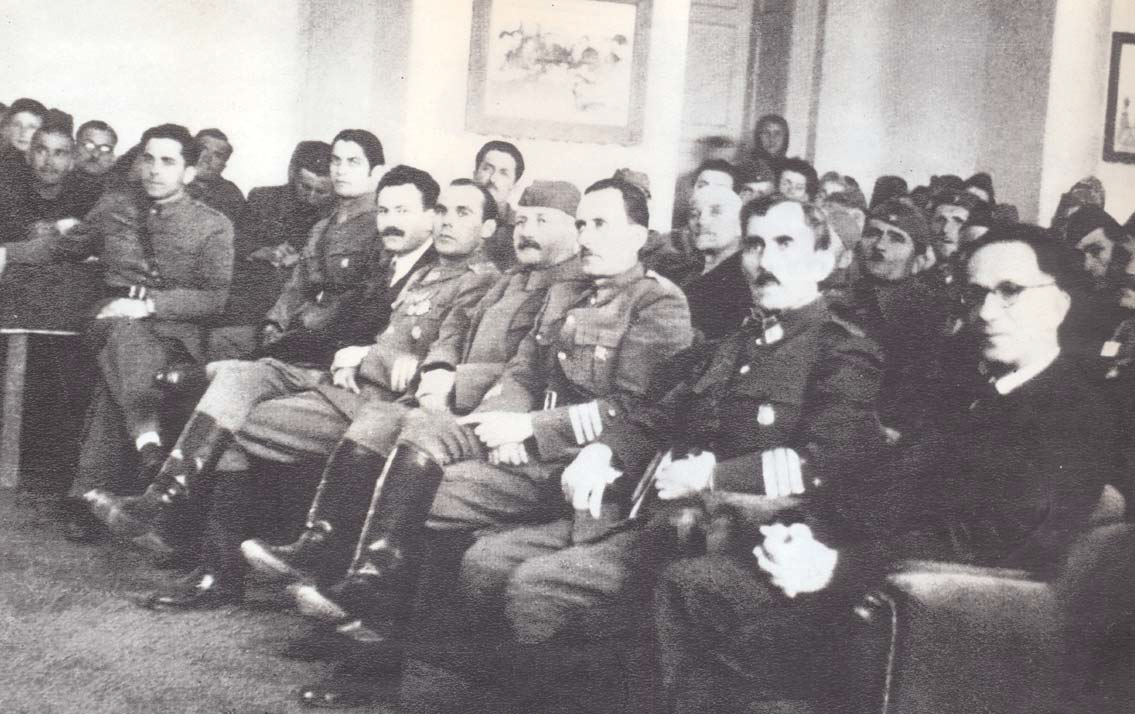
الزعماء السياسيون والعسكريون في جلسة للمجلس في 18 أبريل 1945.

تأسس المجلس الوطني المناهض للفاشية لتحرير شعب الجبل الأسود وبوكا في كولاسين يومي 15 و16 نوفمبر 1943.  في جلسته الثانية في 14 يونيو 1944، غير المجلس اسمه إلى جمعية التحرير الوطني المناهضة للفاشية في الجبل الأسود ( Crnogorska Antifašistička Skupština Narodnog Oslobođenja).
خلال الحرب العالمية الثانية تطور المجلس ليصبح قيادة جمهورية الجبل الأسود الاشتراكية. وكان رئيسه د. نيكولا "نيكو" ميلجانيتش.
في عام 1945، عند نهاية الحرب، تحول إلى البرلمان الوطني في الجبل الأسود. 